# Hide Nothing
Albums de Further Seems Forever
How to Start a Fire
(2003) Hope This Finds You Well
(2006)
Hide Nothing est le troisième et dernier album studio du groupe Further Seems Forever, sorti en 2004 chez Tooth & Nail Records. C'est le seul album du groupe avec le chanteur Jon Bunch, originaire du groupe Sense Field, qui remplaçait Jason Gleason. Un vidéoclip a été réalisé pour la chanson "Light Up Ahead."

## Liste des titres
Toutes les musiques écrites par Colbert/Neptune/Kleisath/Cordoba. Toutes les paroles par Bunch.
1. "Light Up Ahead" – 3:08
2. "Hide Nothing" – 2:56
3. "Already Gone" – 3:52
4. "Like Someone You Know" – 3:16
5. "Make it a Part" – 2:41
6. "All Rise" – 2:49
7. "Call on the Life" – 2:52
8. "Lead the Way" – 2:32
9. "Bleed" – 2:57
10. "For All We Know" – 5:21
11. "Bleed" (acoustic)* – 3:23
12. "Light Up Ahead" (acoustic)* – 3:02
13. "Make it a Part/All Rise" (acoustic)* – 4:25

*Les titres 11-13 n'étaient disponibles que sur la première édition de l'album vendue dans les magasins Best Buy.

## Membres
- Jon Bunch - chant
- Josh Colbert - guitare
- Derick Cordoba - guitare
- Chad Neptune - basse
- Steve Kleisath - batterie
- James Wisner - claviers, guitares additionnelles

## Informations sur l'album
- Record label: Tooth & Nail Records
- All songs written by Further Seems Forever.
- Produced, engineered, and recorded by James Paul Wisner at Wisner Productions.
- Drums recorded at Landmark Studios.
- Vocal pre-production on tracks 1-3, 7, & 9 by Holly Louis.
- Mixed by James Paul Wisner at The Sound Kitchen except "Already Gone" mixed by Jeremy du Bois at The Dungeon Recording Studio in north Miami.
- Executive producer: Brandon Ebel.
- Layout by Jason Oda for Starvingeyes Inc.